# (3397) Leyla
(3397) Leyla est un astéroïde de la ceinture principale aréocroiseur.

## Description
(3397) Leyla est un astéroïde aréocroiseur. Il présente une orbite caractérisée par un demi-grand axe de 2,35 UA, une excentricité de 0,30 et une inclinaison de 22,0° par rapport à l'écliptique.

## Compléments